# Monica De Gennaro
Monica De Gennaro, detta Moki (Piano di Sorrento, 8 gennaio 1987), è una pallavolista italiana, libero dell'Imoco.

## Biografia
Nel 2017 si unisce in matrimonio con l'allenatore di pallavolo Daniele Santarelli.

## Carriera
Inizia la sua carriera pallavolistica a Sorrento, nelle giovanili della Libertas Sorrento; nella stagione 2002-03 viene acquistata dalla Vicenza Volley, squadra di Serie A1, con la quale, giovanissima, fa il suo esordio in prima squadra. Nelle stagioni successive si alterna tra la prima e la seconda squadra, in B2, con la quale nel 2004 ottiene una promozione. Dalla stagione 2004-05 diventa libero titolare della squadra maggiore.
Nel 2006 è convocata per la prima volta in Nazionale maggiore; gioca e vince la medaglia di bronzo al World Grand Prix e partecipa come libero di riserva al campionato mondiale 2006. Alla fine della stagione 2008-09, dopo la retrocessione di Vicenza in serie A2, si accasa al Sassuolo Volley; la squadra però non si iscrive al campionato e la giocatrice viene ceduta all'Aprilia Volley per il campionato di serie A2 con la quale vince la Coppa Italia di A2 e conquista la promozione in serie A1.
Nella stagione 2010-11 viene ingaggiata dal Robursport Volley Pesaro, con la quale si aggiudica una Supercoppa italiana. Nel 2011, a seguito dell'infortunio di Serena Ortolani, viene convocata per la Coppa del Mondo, aggiudicandosi la medaglia d'oro; stessa medaglia vince nel 2013 ai XVI Giochi del Mediterraneo. Nella stagione 2013-14 passa all'Imoco di Conegliano, con cui vince otto scudetti, aggiudicandosi il premio di MVP nell'edizione 2018-19, otto Supercoppe italiane, sette Coppe Italia, tre campionati mondiali per club e tre Champions League; con la nazionale vince la medaglia d'argento al World Grand Prix 2017 e al campionato mondiale 2018 e quella di bronzo al campionato europeo 2019, mentre nell'edizione successiva conquista l'oro, oltre alla medaglia d'oro alla Volleyball Nations League 2022 e al bronzo al campionato mondiale 2022; nel 2024 mette al collo l'oro alla Volleyball Nations League e ai Giochi della XXXIII Olimpiade di Parigi, dove ottiene il riconoscimento come miglior libero, mentre nel 2025 conquista ancora una volta l'oro alla Volleyball Nations League, dove è premiata, oltre che come miglior libero, anche come MVP.

## Palmarès

### Club
- Campionato italiano: 8

2015-16, 2017-18, 2018-19, 2020-21, 2021-22, 2022-23, 2023-24, 2024-25
- Coppa Italia: 7

2016-17, 2019-20, 2020-21, 2021-22, 2022-23, 2023-24, 2024-25
- Supercoppa italiana: 9

2010, 2016, 2018, 2019, 2020, 2021, 2022, 2023, 2024
- Campionato mondiale per club: 3

2019, 2022, 2024
- CEV Champions League: 3

2020-21, 2023-24, 2024-25

### Nazionale (competizioni minori)
- Giochi del Mediterraneo 2013
- Montreux Volley Masters 2018

### Premi individuali
- 2008 - Challenge Cup: Miglior ricevitrice
- 2013 - Montreux Volley Masters: Miglior ricevitrice
- 2014 - Campionato mondiale: Miglior libero
- 2017 - Coppa Italia: MVP
- 2017 - Champions League: Miglior libero
- 2017 - World Grand Prix: Miglior libero
- 2018 - Campionato mondiale: Miglior libero
- 2019 - Serie A1: MVP
- 2021 - Champions League: Miglior libero
- 2021 - Campionato europeo: Miglior libero
- 2021 - Campionato mondiale per club: Miglior libero
- 2022 - Volleyball Nations League: Miglior libero
- 2022 - Campionato mondiale per club: Miglior libero
- 2024 - Giochi della XXXIII Olimpiade: Miglior libero
- 2025 - Champions League: Miglior libero[19]
- 2025 - Volleyball Nations League: MVP
- 2025 - Volleyball Nations League: Miglior libero